# Дорота Козинська
Дорота Козинська (пол. Dorota Kozińska, нар. 1964) — латиністка, музичний та оперний критик, перекладачка.
Закінчила факультет класичної філології Варшавського університету.
У 1992–2013 роках була членом редакції Ruch Muzyczny, де спочатку керувала концертним відділом, а потім відділом музичного театру; вона також писала історичні колонки під псевдонімом Mus Triton. Друкується в «Teatr», «Tygodnik Powszechny», «Muzika w Mieście» (постійна колонка Szkiełkiem i uchem) та «Rita Baum». Вона також є членом Трибуналу записів ІІ програми Польського радіо, яку веде Яцек Гаврилюк. Козинська є співавтором записів у музичній енциклопедії PWM.
Серед інших перекладала польською книги Коліна Туброна та Е. Л. Докторова. За переклади «Після Сибіру» і «Втрачене серце Азії» Туброна була номінована на премію Ришарда Капустинського за літературний репортаж ( Після Сибіру також вийшов у фінал премії).
У 2006 році вона зголосилась викладати англійську мову в провінції Фарьяб на північному заході Афганістану. Свої переживання вона описала в публіцистичній книзі «Добра пустеля». Дорота також є автором кількох книг про тварин.
За Добру пустеля вона була номінованою на нагороду імені Беати Павляк (2013) .
Входить до Асоціації літературних перекладачів.
Веде блог Привид опери (пол. Upiór w opera).

## Творчість

### Авторські книги[10]
- Як жити на котячій лапі: посібник для резистентних користувачів домашнього кота (2005);
- Чому кіт ганчірка з’їв канарейку або 101 питання про котів (2008);
- Чому кінь рухається, коли кучер чмокає або 101 питання про коней (2009);
- Чому собака мого сусіда не гавкає з учорашнього дня?101 питання про собак (2010);
- Мій собачий друг (2010).
- Азбука кінного спорту (2012);
- Добра пустеля (2012);

### Переклади[10]
- Джек МакІвер Ветерфорд, Чингісхан, Свят Ксенжкі - Bertelsmann Media, Варшава 2006.
- Том Рейс, Orientalista, Świat Książki, Варшава 2007;
- Славенка Дракуліч, Тіло її тіла: про банальність добра, WAB, Варшава 2008;
- Lisa See, Na Złotej Góra, Świat Książki - Bertelsmann Media, Варшава 2007.
- Колін Туброн, Тінь шовкового шляху, Свят Ксенжкі, Варшава 2009;
- Колін Туброн, Після Сибіру, Чарне, Воловець 2011;
- Колін Туброн, Втрачене серце Азії, Чарне, Воловець 2012;
- EL Doctorow, Багато часу, Świat Książki, Варшава 2013;
- Лоренс Ван Дер Пост, Експедиція в інтер'єр, WAB - GW Foksal, Варшава 2014.